# Seminole Hard Rock Hotel & Casino Hollywood
Le Seminole Hard Rock Hotel & Casino Hollywood est un hôtel et un casino ouvert depuis 2004 à Hollywood (Floride) dans l'agglomération Miami aux États-Unis. Le complexe comprend un gratte-ciel de 141 mètres de hauteur construit de 2017 à 2019 .
Le complexe est basé dans une réserve des indiens séminoles.
L'immeuble comprend une tour de 36 étages qui à la forme d'une guitare.
C'est le seul exemple de gratte-ciel au monde ayant cette forme.
L'architecte du gratte-ciel est l'agence Klai Juba basée à Las Vegas.